# Papa Leon I cel Mare
Papa Leon I (n. 390 d.Hr., Toscana, Italia – d. 11 noiembrie 461 d.Hr., Roma, Imperiul Roman de Apus), cunoscut ca Leon cel Mare, a fost papă al Romei în perioada 440-461. A clarificat numeroase chestiuni teologice. Este socotit unul dintre Părinții Bisericii, venerat ca sfânt în Biserica Latină și în Biserica Greacă. 

## Confruntarea cu Attila și cu vandalii
Pontificatul Papei Leon cel Mare a fost o perioadă plină de dificultăți pe plan intern și extern. În acești ani Attila, supranumit „biciul lui Dumnezeu”, s-a îndreptat spre Roma în fruntea armatelor sale. Cu prestigiul persoanei sale și cu puterea cuvântului său, papa Leon l-a convins pe temutul conducător să cruțe Roma și chiar să părăsească Italia. 
Peste câțiva ani, în 455, vandalii ajung la porțile Cetății Eterne. Papa Leon îl îmblânzește pe căpetenia lor Genseric și obține favorul de a fi cruțate toate lăcașurile de închinare, cu toți cei ce se vor adăposti în ele. Bisericile, mănăstirile, catacombele, cavourile, cimitirele au devenit pentru câtva timp adăpostul cetățenilor îngroziți; năvălitorii au prădat casele, multora le-au dat foc, dar cea mai mare parte a populației a fost salvată.

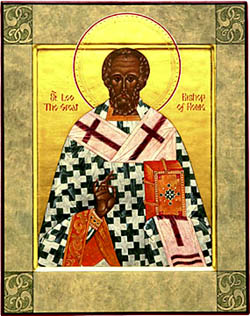
Papa Leon I

## Lupta din interiorul Bisericii
După condamnarea în Sinodul Ecumenic de la Efes (431) a arhiepiscopului Nestorie al Constantinopolului, care învăța că în Hristos există două persoane distincte și două naturi distincte, călugărul Eutichie a început să afirme că Iisus Hristos nu a avut decât o singură natură, cea dumnezeiască, iar firea omenească a fost doar o aparență. Prin aceste doctrine, se lovea în însăși existența reală, istorică, a lui Hristos. 
Arhiepiscopul Flavian al Constantinopolului a condamnat această opinie, dar călugărul Eutihie a reușit să-i atragă de partea sa pe patriarhul de Alexandria și pe împăratul Teodosie, care convoacă  un sinod care dispune depunerea lui Flavian. Acesta se adresează papei Leon, care, într-o scrisoare rămasă celebră, Tomus ad Flavianum⁠(fr)[traduceți], a expus pe larg învățătura ortodoxă, adevărată, conformă Sfintei Evanghelii și sinoadelor anterioare. Împăratul convocă un nou sinod, la Calcedon – localitate pe malul Bosforului –, și 600 de episcopi, în frunte cu delegații trimiși de papa Leon I ascultă și aprobă scrisoarea sa dogmatică; se afirmă solemn învățătura că în Hristos coexistă două naturi unite într-o singură persoană. 
„Iisus Hristos”, afirmă Papa Leon în epistola sa, „pentru noi și pentru a noastră mântuire, s-a născut din Fecioara Maria, Maica lui Dumnezeu, după firea omenească, ca un singur și același Hristos, Fiu, Domn, Unul-Născut (din Dumnezeu), în două naturi unite fără confuzie, nici schimbare, fără împărțire, nici separare, distincția naturilor nefiind deloc suprimată prin unirea lor, fiecare natură păstrând, dimpotrivă, particularitatea ei, ambele adunându-se într-o singură formă, o singură persoană și o singură ipostază”.
Sinodul din Calcedon, al IV-lea ecumenic, este o expresie strălucită a unității cu Sfântul Scaun de la Roma, expresie care, de atunci și până astăzi, nu a mai atins această strălucire.

## Supremația papală

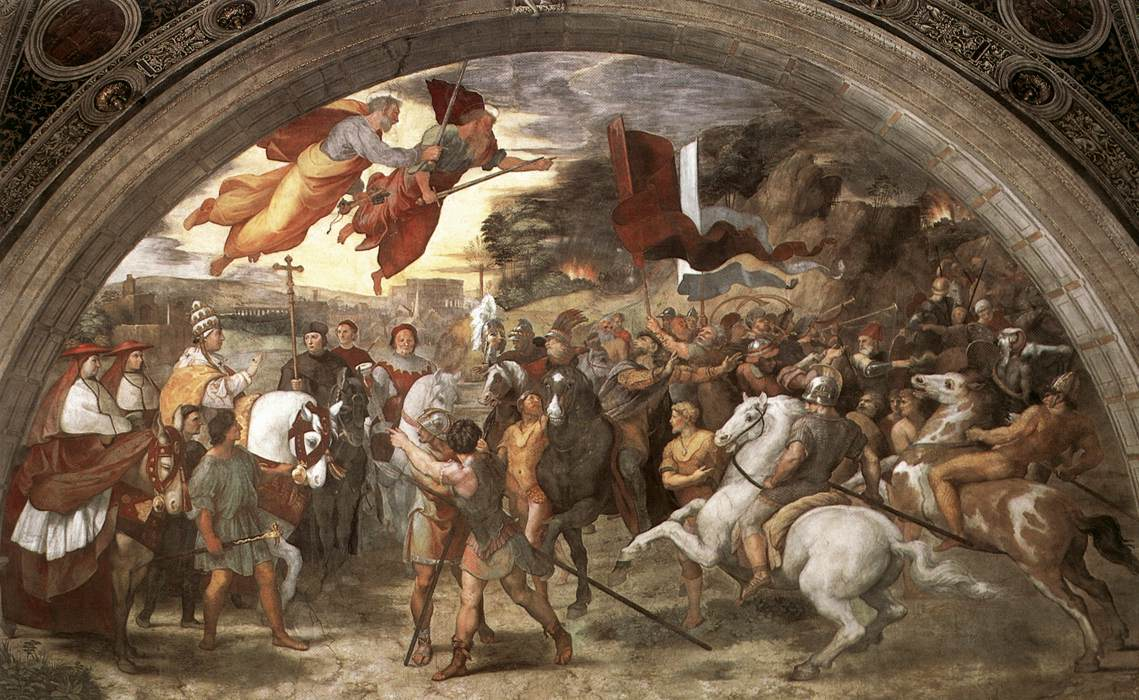
Papa Leon I si Attila.

Despre Papa Leon cel Mare nu avem prea multe detalii biografice, deoarece lui nu-i plăcea să vorbească despre el însuși în scrisorile sale. Era conștient de înălțimea funcției sale și a știut să întruchipeze în persoana și activitatea sa demnitatea, puterea și grija de părinte a lui Petru, capul apostolilor. Atitudinile lui, întotdeauna solemne, adesea severe, nu au îndepărtat căldura umană și entuziasmul, așa cum ne putem da seama după cele 96 de „Sermones” – predici – și peste 170 de scrisori care au ajuns până la noi. Îndeosebi omiliile ni-l arată ca pe unul dintre cei mai mari papi ai Bisericii, preocupat cu părintească dragoste de binele sufletesc al fiilor săi, cărora le vorbește într-un limbaj foarte accesibil, traducându-și gândurile în forme scurte și practice pentru trăirea vieții creștine.

## Scrisorile
Scrisorile, redactate într-un stil ales, cu unele cadențe foarte expresive, ne dau măsura întreagă a personalității sale bogate. Spirit înțelegător și cu vederi largi, el nu se oprește la amănuntele neînsemnate ale problemelor, ci analizează și expune esențialul; așa a procedat în formula dogmatică a învățăturii de credință, dezbătută și definitivată de către Sinodul Ecumenic al IV-lea, din Calcedon.

## Decesul
Când, în ziua de 10 noiembrie 461, a închis ochii pentru lumina soarelui material, iar în anul 668 mormântul i-a fost mutat și un monument i-a fost înălțat în interiorul bisericii. Contemporanii săi au înțeles că, prin el, Dumnezeu a dăruit Bisericii o piatră solidă la temelia credinței, iar imperiului de Apus, aflat în declin, un salvator providențial; pentru aceste motive, l-au numit Papa Leon I cel Mare. Poate primul care ar fi protestat împotriva acestui titlu ar fi fost el însuși. 
Într-o predică ținută la slujirea de aniversare a încoronării sale, spunea: „Deși în Biserica lui Dumnezeu există trepte și grade diferite, totuși, după cum ne învață Apostolul, în Hristos suntem cu toții unul. Prin unitatea credinței și a Botezului, preaiubiților, formăm fără deosebiri o singură societate și egală este demnitatea noastră, după cuvântul preasfânt al fericitului apostol Petru: «Și voi, ca niște pietre vii, sunteți zidiți ca să fiți o casă duhovnicească, o preoțime sfântă, și să aduceți jertfe duhovnicești, plăcute lui Dumnezeu, prin Iisus Hristos» (1Pt 2,5), și mai jos: «Voi, însă, sânteți o seminție aleasă, o preoție împărătească, un neam sfânt, un popor pe care Dumnezeu și l-a câștigat să fie al Lui ca să vestiți puterile minunate ale Celui ce v-a chemat din întunerec la lumina Sa minunată»” (1Pt 2,9).

## Sărbători
- în calendarul romano-catolic: 10 noiembrie
- în calendarul ortodox: 18 februarie